# Lista planetelor minore: 57001–58000
| Nume                                            | Denumire provizorie                             | Data descoperirii                               | Locul descoperirii                              | Descoperitor(i)                                 |                                                 |                                                 |                                                 |                                                 |                                                 |                                                 |                                                 |                                                 |                                                 |                                                 |                                                 |                                                 |                                                 |                                                 |                                                 |                                                 |                                                 |                                                 |                                                 |                                                 |                                                 |                                                 |                                                 |                                                 |                                                 |                                                 |                                                 |                                                 |                                                 |                                                 |                                                 |                                                 |                                                 |                                                 |                                                 |                                                 |                                                 |                                                 |                                                 |                                                 |                                                 |                                                 |                                                 |                                                 |                                                 |
| 57001–57100 Lista planetelor minore/57001–57100 | 57001–57100 Lista planetelor minore/57001–57100 | 57001–57100 Lista planetelor minore/57001–57100 | 57001–57100 Lista planetelor minore/57001–57100 | 57001–57100 Lista planetelor minore/57001–57100 | 57101–57200 Lista planetelor minore/57101–57200 | 57101–57200 Lista planetelor minore/57101–57200 | 57101–57200 Lista planetelor minore/57101–57200 | 57101–57200 Lista planetelor minore/57101–57200 | 57101–57200 Lista planetelor minore/57101–57200 | 57201–57300 Lista planetelor minore/57201–57300 | 57201–57300 Lista planetelor minore/57201–57300 | 57201–57300 Lista planetelor minore/57201–57300 | 57201–57300 Lista planetelor minore/57201–57300 | 57201–57300 Lista planetelor minore/57201–57300 | 57301–57400 Lista planetelor minore/57301–57400 | 57301–57400 Lista planetelor minore/57301–57400 | 57301–57400 Lista planetelor minore/57301–57400 | 57301–57400 Lista planetelor minore/57301–57400 | 57301–57400 Lista planetelor minore/57301–57400 | 57401–57500 Lista planetelor minore/57401–57500 | 57401–57500 Lista planetelor minore/57401–57500 | 57401–57500 Lista planetelor minore/57401–57500 | 57401–57500 Lista planetelor minore/57401–57500 | 57401–57500 Lista planetelor minore/57401–57500 | 57501–57600 Lista planetelor minore/57501–57600 | 57501–57600 Lista planetelor minore/57501–57600 | 57501–57600 Lista planetelor minore/57501–57600 | 57501–57600 Lista planetelor minore/57501–57600 | 57501–57600 Lista planetelor minore/57501–57600 | 57601–57700 Lista planetelor minore/57601–57700 | 57601–57700 Lista planetelor minore/57601–57700 | 57601–57700 Lista planetelor minore/57601–57700 | 57601–57700 Lista planetelor minore/57601–57700 | 57601–57700 Lista planetelor minore/57601–57700 | 57701–57800 Lista planetelor minore/57701–57800 | 57701–57800 Lista planetelor minore/57701–57800 | 57701–57800 Lista planetelor minore/57701–57800 | 57701–57800 Lista planetelor minore/57701–57800 | 57701–57800 Lista planetelor minore/57701–57800 | 57801–57900 Lista planetelor minore/57801–57900 | 57801–57900 Lista planetelor minore/57801–57900 | 57801–57900 Lista planetelor minore/57801–57900 | 57801–57900 Lista planetelor minore/57801–57900 | 57801–57900 Lista planetelor minore/57801–57900 | 57901–58000 Lista planetelor minore/57901–58000 | 57901–58000 Lista planetelor minore/57901–58000 | 57901–58000 Lista planetelor minore/57901–58000 | 57901–58000 Lista planetelor minore/57901–58000 | 57901–58000 Lista planetelor minore/57901–58000 |
| ----------------------------------------------- | ----------------------------------------------- | ----------------------------------------------- | ----------------------------------------------- | ----------------------------------------------- | ----------------------------------------------- | ----------------------------------------------- | ----------------------------------------------- | ----------------------------------------------- | ----------------------------------------------- | ----------------------------------------------- | ----------------------------------------------- | ----------------------------------------------- | ----------------------------------------------- | ----------------------------------------------- | ----------------------------------------------- | ----------------------------------------------- | ----------------------------------------------- | ----------------------------------------------- | ----------------------------------------------- | ----------------------------------------------- | ----------------------------------------------- | ----------------------------------------------- | ----------------------------------------------- | ----------------------------------------------- | ----------------------------------------------- | ----------------------------------------------- | ----------------------------------------------- | ----------------------------------------------- | ----------------------------------------------- | ----------------------------------------------- | ----------------------------------------------- | ----------------------------------------------- | ----------------------------------------------- | ----------------------------------------------- | ----------------------------------------------- | ----------------------------------------------- | ----------------------------------------------- | ----------------------------------------------- | ----------------------------------------------- | ----------------------------------------------- | ----------------------------------------------- | ----------------------------------------------- | ----------------------------------------------- | ----------------------------------------------- | ----------------------------------------------- | ----------------------------------------------- | ----------------------------------------------- | ----------------------------------------------- | ----------------------------------------------- |

| Predecesor: 56001–57000 | Lista planetelor minore 57001–58000 Semnificații ale numelor: 57001–58000 | Succesor: 58001–59000 |